# Kobenni
Kobenni (arabisch كوبني) ist eine Stadt in der Region Hodh El Gharbi von Mauretanien und Hauptstadt des Départements Kobenni.

## Geographie
Der Hauptort der Gemeinde Kobenni liegt 740 Kilometer südöstlich von Nouakchott auf etwa 205 m Meereshöhe im Süden des Beckens El Hodh, das einen großen Teil des Südostens von Mauretanien einnimmt. Die malische Grenze ist 16 Kilometer entfernt.

## Bevölkerung
Die Bevölkerungszahl der Gemeinde hat in den Jahren 2000 bis 2023 von 6.291 auf 19.250 Einwohner zugenommen. Der Hauptort Koubeni selbst hat 12.316 Einwohner (2023). Daneben gibt es noch 24 andere bewohnte Orte.